# Circle of Love
Book of Dreams är Steve Miller Bands elfte album, släppt 1981. B-sidan på bestod av ett enda spår, "Macho City".

## Låtlista
1. "Heart Like a Wheel" – 3:59
2. "Get On Home" – 4:02
3. "Baby Wanna Dance" – 2:15
4. "Circle of Love" – 6:29
5. "Macho City" – 16:26